# Beyond Twilight
I Beyond Twilight sono un gruppo musicale progressive metal danese influenzato da elementi symphonic metal e con vocalità tipiche del power metal.

## Storia
La band fu fondata da Finn Zierler nel 1990 come realtà power metal sotto il nome Twilight.   Nel 1999 cambiò la denominazione in Beyond Twilight.

## Stile
I testi della formazione sono influenzati dalla cinematografia horror e da elementi fantasy e scientifici.

## Formazione

### Formazione attuale
- Anders Ericson Kragh − chitarra (1999–presente)
- Jacob Hansen − voce, chitarra (2005–presente)
- Anders Devillian Lindgren − basso (1999–presente)
- Tomas Fredén − batteria, percussioni (1999–presente)
- Finn Zierler − tastiera (1999–presente)

### Ex componenti
- Kelly Sundown Carpenter − canto (2004–2005)
- Jørn Lande − canto (1999–2004)
- Björn Jansson − canto

## Discografia

### Album in studio
- 2001 - The Devil's Hall of Fame
- 2005 - Section X
- 2006 - For the Love of Art and the Making

#### Come Twilight
- 1994 - Eye for an Eye
- 1999 - The Edge